# Melfi
Melfi é uma comuna italiana da região da Basilicata, província de Potenza, com cerca de 16.183 habitantes. Estende-se por uma área de 205,15 km², tendo uma densidade populacional de 79 hab/km². Faz fronteira com Aquilonia (AV), Ascoli Satriano (FG), Candela (FG), Lacedonia (AV), Lavello, Monteverde (AV), Rapolla, Rionero in Vulture, Rocchetta Sant'Antonio (FG).

## Demografia
| Variação demográfica do município entre 1861 e 2011                               |
|                                                                                   |
| Fonte: Istituto Nazionale di Statistica (ISTAT) - Elaboração gráfica da Wikipedia |